# Michael Culver
Michael John Edward Culver, född 16 juni 1938 i Hampstead, London, död 27 februari 2024, var en brittisk skådespelare, bäst känd för TV-tittarna genom sin roll som major Erwin Brandt i TV-dramat Hemliga armén, producerad av BBC i slutet av 1970-talet. Han medverkade i flera brittiska TV-serier under 1970- och 1980-talen. Han var också känd för Star Wars-fans för sin roll som kapten Needa i Rymdimperiet slår tillbaka. Han hade även en liten biroll i James Bond-filmen Åskbollen (Thunderball) som andrepilot i ett bombplan som kapades och alla i den ordinarie besättningen gasades ihjäl tämligen omgående.
I samma film spelade även hans far, Roland Culver, rollen som Storbritanniens premiärminister. 
2008 spelade Michael Culver en biroll i den första brittiska filmen om Kurt Wallander.
Han föddes i Hampstead i London som son till Daphne Rye och skådespelaren Roland Culver.